# Morsang-sur-Seine
Morsang-sur-Seine (AFI: /mɔʁˈsɑ̃ syʁ sɛn/, ) è un comune francese di 579  abitanti (2020) situato nel dipartimento dell'Essonne nella regione dell'Île-de-France.

## Società

### Evoluzione demografica
Abitanti censiti